# KkStB 47
| KEB IV / kkStB 47 / BBÖ 47 / FS 222 / ÖBB 53 | KEB IV / kkStB 47 / BBÖ 47 / FS 222 / ÖBB 53 | KEB IV / kkStB 47 / BBÖ 47 / FS 222 / ÖBB 53 | KEB IV / kkStB 47 / BBÖ 47 / FS 222 / ÖBB 53 | KEB IV / kkStB 47 / BBÖ 47 / FS 222 / ÖBB 53 | KEB IV / kkStB 47 / BBÖ 47 / FS 222 / ÖBB 53 |
| -------------------------------------------- | -------------------------------------------- | -------------------------------------------- | -------------------------------------------- | -------------------------------------------- | -------------------------------------------- |
| kkStB 47.32 in Ebensee                       |                                              |                                              |                                              |                                              |                                              |
| Technische Daten                             |                                              |                                              |                                              |                                              |                                              |
|                                              | Brotankessel 1901                            | Kessel 1885                                  | Kessel 1896                                  | Kessel 1899                                  |                                              |
| Bauart                                       | Cn2                                          | Cn2                                          | Cn2                                          | Cn2                                          |                                              |
| Zylinder-Ø                                   | 435 mm                                       | 435 mm                                       | 435 mm                                       | 435 mm                                       |                                              |
| Kolbenhub                                    | 632 mm                                       | 632 mm                                       | 632 mm                                       | 632 mm                                       |                                              |
| Treibrad-Ø                                   | 1258 mm                                      | 1258 mm                                      | 1258 mm                                      | 1258 mm                                      |                                              |
| Laufrad-Ø vorne                              | –                                            | –                                            | –                                            | –                                            |                                              |
| Laufrad-Ø hinten                             | –                                            | –                                            | –                                            | –                                            |                                              |
| fester Radstand                              | 3160 mm                                      | 3160 mm                                      | 3160 mm                                      | 3160 mm                                      |                                              |
| Gesamtradstand                               | 3160 mm                                      | 3160 mm                                      | 3160 mm                                      | 3160 mm                                      |                                              |
| Gesamtradstand + Tender                      | 10530 mm                                     | 10530 mm                                     | 10530 mm                                     | 10530 mm                                     |                                              |
| Anzahl d. Rohre                              | 205                                          | 186                                          | 186                                          | 188                                          |                                              |
| Heizfl. d. Rohre                             | 137,5 m²                                     | 106,7 m²                                     | 124,5 m²                                     | 125,5 m²                                     |                                              |
| Heizfl. d. Feuerbüchse                       | 11,0 m²                                      | 7,5 m²                                       | 8,6 m²                                       | 9,3 m²                                       |                                              |
| Rostfl.                                      | 1,85 m²                                      | 1,50 m²                                      | 1,85 m²                                      | 1,82 m²                                      |                                              |
| Dampfdruck                                   | 10                                           | 10                                           | 9/10                                         | 9/10                                         |                                              |
| Gewicht (leer)                               | 36,7 t                                       | 34,6 t                                       | 34,6 t                                       | 34,6 t                                       |                                              |
| Adhäsionsgewicht                             | 40,2 t                                       | 38,5 t                                       | 38,5 t                                       | 38,5 t                                       |                                              |
| Dienstgewicht                                | 40,2 t                                       | 38,5 t                                       | 38,5 t                                       | 38,5 t                                       |                                              |
| Tender                                       | 8, 10, 18, 22, 31, 34, 36, 40, 66            | 8, 10, 18, 22, 31, 34, 36, 40, 66            | 8, 10, 18, 22, 31, 34, 36, 40, 66            | 8, 10, 18, 22, 31, 34, 36, 40, 66            |                                              |
| Länge                                        | 10,401 m                                     | 10,401 m                                     | 10,401 m                                     | 10,401 m                                     |                                              |
| Höhe                                         | k. A.                                        | k. A.                                        | k. A.                                        | k. A.                                        |                                              |
| Höchstgeschwindigkeit                        | 50 km/h                                      | 50 km/h                                      | 50 km/h                                      | 50 km/h                                      |                                              |

Die Dampflokomotivreihe kkStB 47 war eine Güterzug-Schlepptenderlokomotivreihe der kkStB, die ursprünglich von der Kaiserin Elisabeth-Bahn (KEB) stammte.

## Geschichte
Die insgesamt 69 Lokomotiven wurden von Sigl in Wien, von der Wiener Neustädter Lokomotivfabrik, von der Lokomotivfabrik der StEG und von Krauss in Linz 1867 bis 1884 an die KEB (Reihe IV) und zum Teil schon direkt an die kkStB (Reihe 47) geliefert.
Die Maschinen wurden im Laufe ihres Daseins mit verschiedenen Kesseltypen bestückt (vgl. Tabelle).
Nach dem Ersten Weltkrieg kamen Maschinen dieser Reihe zu den Eisenbahnen des Königreichs der Serben, Kroaten und Slowenen und zu den PKP, wo sie keine eigene Reihennummer erhielten, weiters zu den FS als Reihe 222.
Zu den BBÖ kamen noch 50 Exemplare, die hauptsächlich im Verschub eingesetzt wurden.
Nach dem Anschluss an das Deutsche Reich 1938 übernahm die Reichsbahn noch drei Stück als 53.7101–03.
Diese drei Maschinen kamen auch 1953 noch in den Bestand der ÖBB und wurden erst 1958 ausgemustert.

## Erhaltene Dampflokomotiven der Reihe
| Nummer | Baujahr | Erhaltungszustand   | Eigentümer/Standort                                 |
| ------ | ------- | ------------------- | --------------------------------------------------- |
| 47.17  | 1868    | nicht betriebsfähig | Technisches Museum Wien / Eisenbahnmuseum Strasshof |

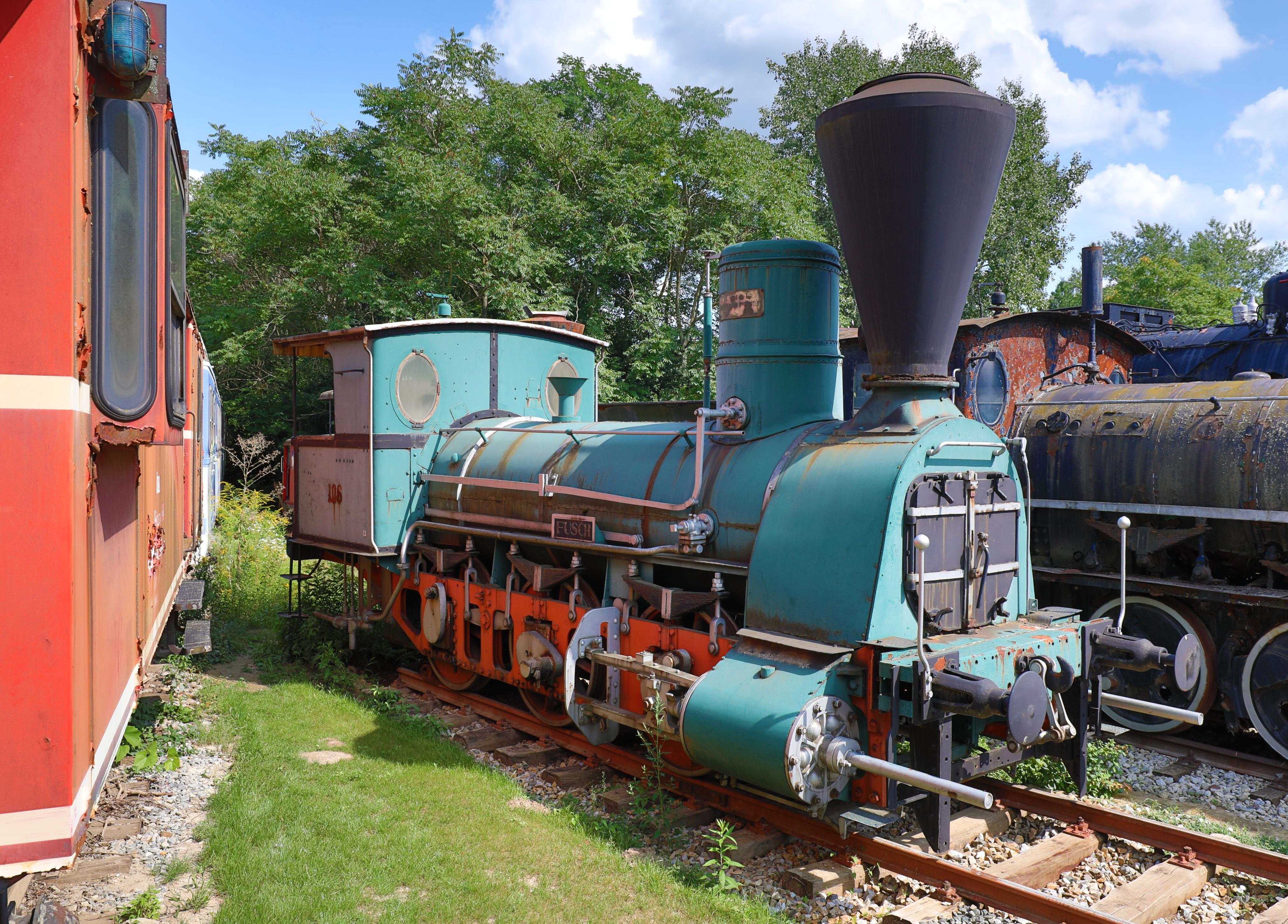
KEB 106 „Fusch“ (ÖBB 53.7101) im Eisenbahnmuseum Strasshof

Diese Lokomotive stand viele Jahre lang als Lokomotivdenkmal neben dem Bahnhof Linz Hauptbahnhof.